# Lista topurilor de companii
Aceasta este o listă a topurilor companiilor întocmite de diverse reviste economice prestigioase sau definite după valoarea companiilor listate la diverse burse:
- FTSE 100
- FTSE 250
- Dow Jones Industrial Average
- S&P 500
- CAC 40

- Forbes 500
- Forbes Global 2000

- Fortune 1000
- Fortune 500
- Fortune Global 500

- Financial Times Global 500